# Astropecten marginatus
Astropecten marginatus är en sjöstjärneart som beskrevs av Gray 1840. Astropecten marginatus ingår i släktet Astropecten och familjen kamsjöstjärnor. Inga underarter finns listade i Catalogue of Life.